# María José Sansegundo Fortea
María José Sansegundo Fortea ha estat una política valenciana, diputada de les Corts Valencianes.
Membre d'Alianza Popular, a les eleccions generals espanyoles de 1982 formà part de la candidatura al Congrés dels Diputats per València, però no fou escollida. Sí que fou escollida diputada a les eleccions a les Corts Valencianes de 1983. De 1983 a 1986 fou secretària de l'omissió de Coordinació, Organització i Règim de les Institucions de La Generalitat de les Corts Valencianes.